# Sedačková lanovka Štrbské pleso – Solisko
Sedačková lanovka Štrbské pleso – Solisko je lanovka ve Vysokých Tatrách v okrese Poprad. Jedná se o osobní visutou jednolanovou dráhu oběžného systému s odpojitelným uchycením čtyřmístných sedaček. Výstavba probíhala od srpna do prosince 2002 a uvedena do provozu byla před začátkem lyžařské sezóny 21. prosince 2002.

## Provozní parametry
Dolní stanice se nachází v areálu osady Štrbské Pleso v nadmořské výšce 1383 m n. m., nad vlastním jezerem Štrbské pleso a horní stanice v blízkosti Chaty pod Soliskom v nadmořské výšce 1814 m n. m., pod vrcholem Predného Soliska. Celkové převýšení činí 430,6 m, šikmá délka 2070 m a vodorovná délka 2031 m. Jízda trvá 6:42 minut.